# Regina Coeli (fängelse)

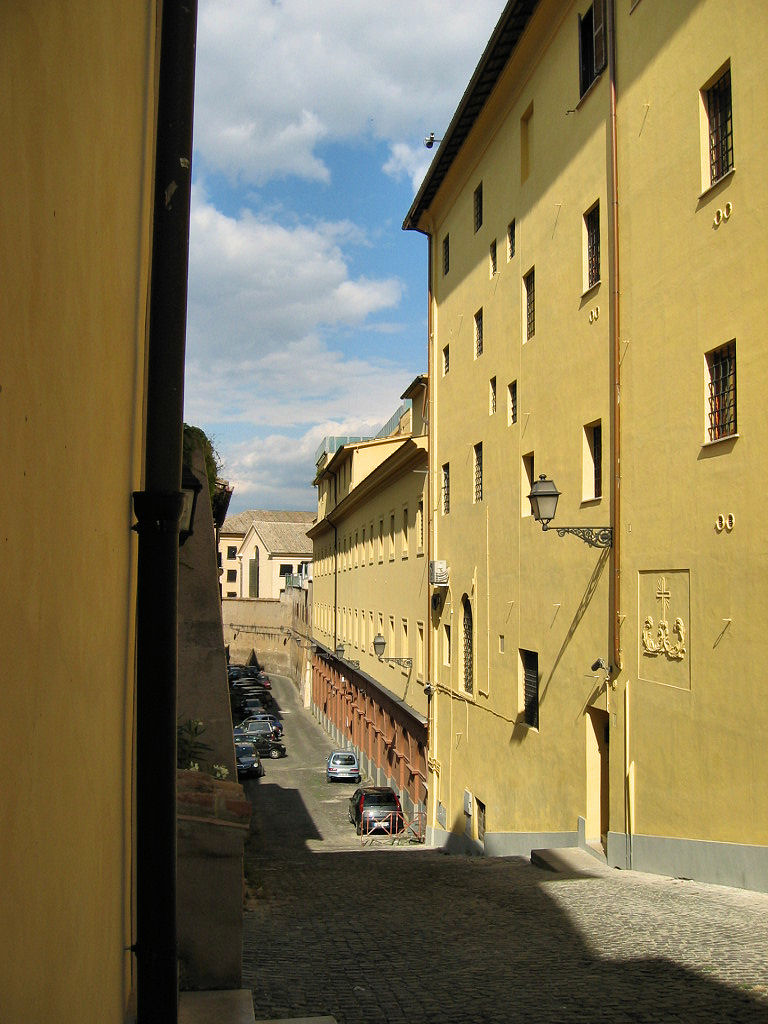
Regina Coeli – fängelsets norra fasad mot Via delle Mantellate.

Regina Coeli, egentligen Carcere di Regina Coeli, är ett fängelse beläget i norra Trastevere i Rom.
Fängelset uppfördes i början av 1880-talet och fick sitt namn efter karmelitklostret Santa Maria Regina Coeli (”Sankta Maria himladrottningen”), som revs för att ge plats åt fängelset. Regina Coeli upptar hela kvarteret vid Via della Lungara. Ett tiotal stora cellblock radierar från en serie höga kupoltäckta rum, som ligger längs anläggningens mittaxel. De skiljs från gatan av andra byggnader och höga murar.
Fängelset Regina Coeli är fortfarande i bruk.